# 上海申迪集團
上海申迪（集团）有限公司（Shendi Group）是上海市的一家市属国有企业，承担上海国际旅游度假区的开发建设，与美国华特迪士尼公司合作建设上海迪士尼乐园度假区项目，此外亦运营上海野生动物园、横沔老街、上海薰衣草公园等旅游景区。

## 参股公司
- 上海国际主题乐园有限公司（57%）
- 上海国际主题乐园配套设施有限公司（57%）
- 上海国际主题乐园和度假区管理有限公司（30%）

## 歷史
- 2010年11月5日，华特迪士尼公司与上海申迪集团签署上海迪士尼乐园项目合作协议，双方就具体合作事项达成共识，标志着上海迪士尼项目正式启动。[2]
- 2011年4月8日，上海迪士尼乐园正式动土，预计興建時間為4年。[3]
- 2014年4月29日，上海申迪集團擁有上海迪士尼樂園57%股權，迪士尼擁有43%股權。此番增資後，上述兩家股東對上海迪士尼樂園的投資總額增8億美元，至約55億美元，增資幅度17%。迪士尼方面稱，股東將按所持股份比例分擔新增投資，擴大投資不會產生第三方債務。
- 2016年4月26日，迪士尼小镇和星愿公园于当日起对公众开放，商铺于5月7日试运营[4]；5月7日，上海迪士尼乐园进入内部运营测试阶段，且仅对迪士尼演职人员及家属和相关受邀人员开放[5]，5月下旬启动试运行[6]。
- 2016年6月16日，上海迪士尼樂園由國務院副總理汪洋、中共上海市委書記韓正以及華特迪士尼公司董事長兼首席執行官羅伯特·艾格剪綵後正式開園迎賓。中國國家主席習近平和美國總統奧巴馬在開幕儀式上分別致上賀詞和賀信。
- 2016年6月30日上海市政府官网公布了《上海国际旅游度假区管理办法》，明确了上海申迪(集团)有限公司作为国际旅游度假区开发建设主体的地位。[7]

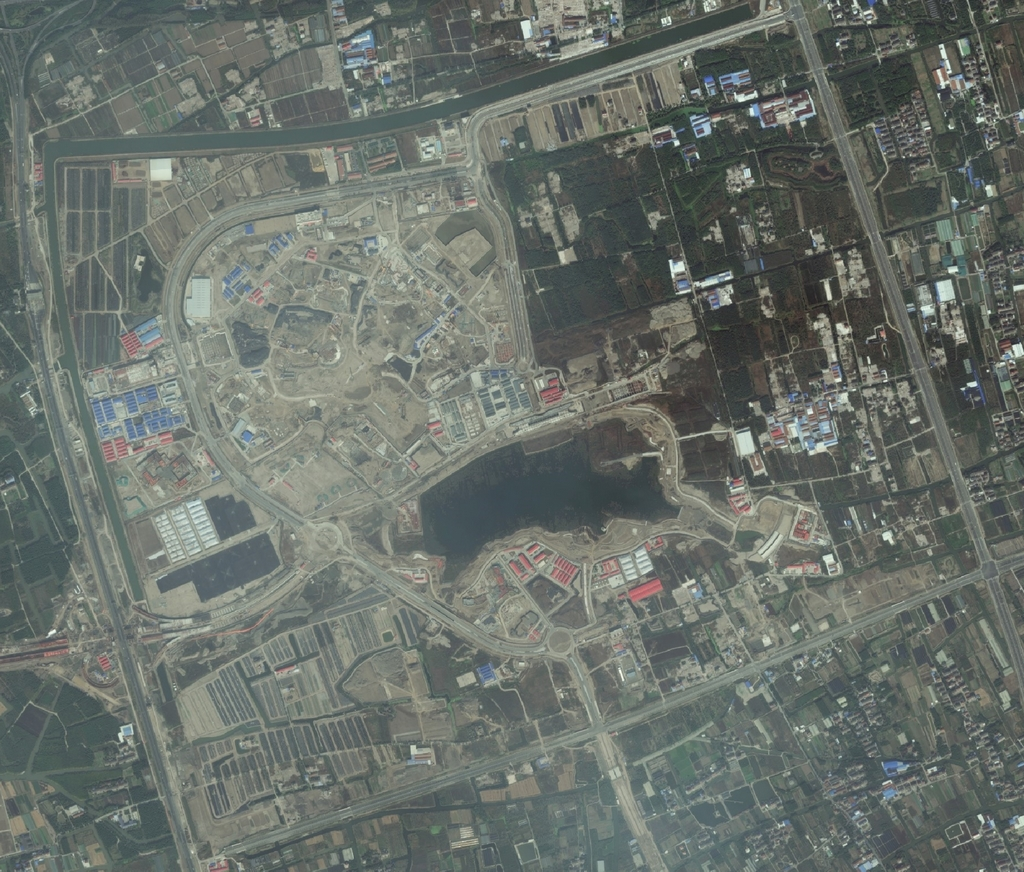
2015年8月的上海迪士尼度假區俯瞰
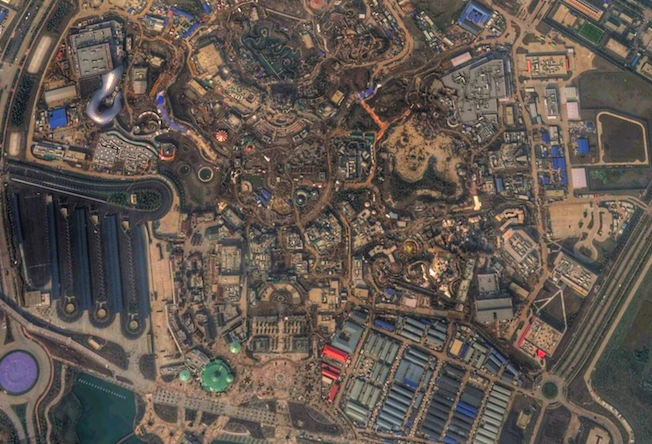
2016年2月的上海迪士尼度假區俯瞰
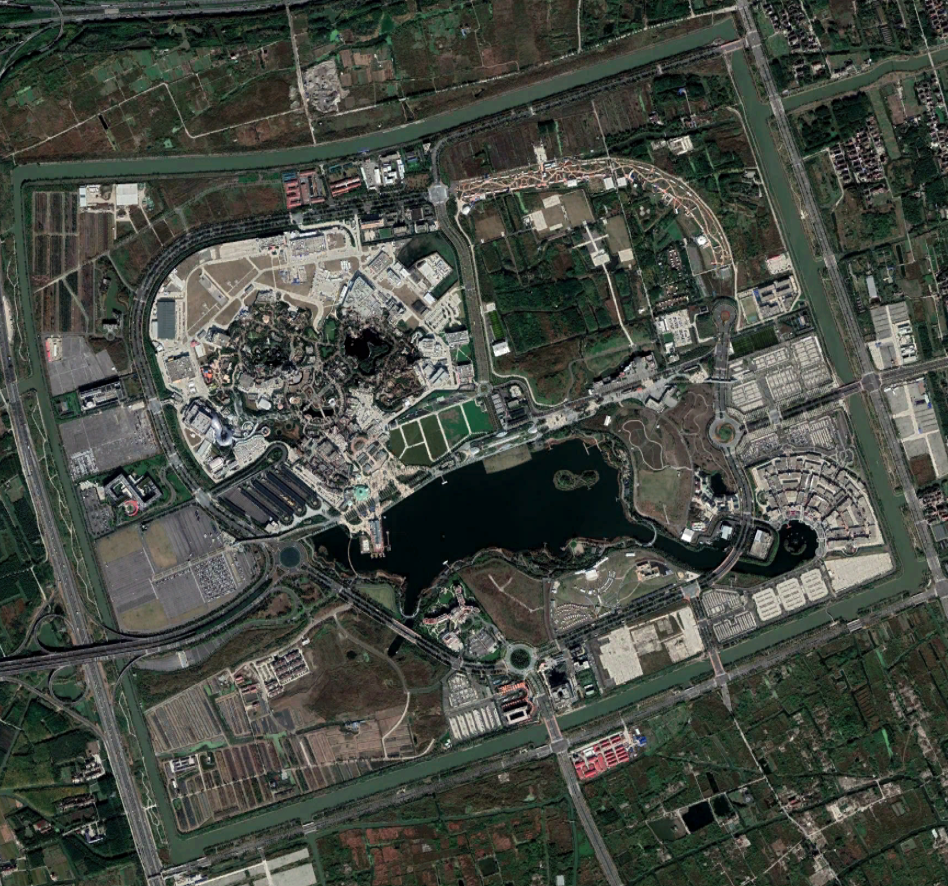
2018年11月的上海迪士尼度假区俯瞰

## 資料來源
1. ↑  . www.yicai.com.   [2020-07-20]. （原始内容存档于2020-11-04）.
2. ↑  . 中国新闻网. 2010-11-06  [2020-04-21]. （原始内容存档于2010-11-09）.
3. ↑  . 中国新闻网.   [2021-11-08]. （原始内容存档于2021-11-08）.
4. ↑  . 澎湃新闻. 2016-04-27  [2016-04-27]. （原始内容存档于2020-11-06）.
5. ↑  . 中国上海. 2016年5月8日  [2016年5月8日]. （原始内容存档于2020年8月19日）.
6. ↑  . 新华社. 2016年5月7日  [2016年5月7日]. （原始内容存档于2016年6月4日）.
7. ↑  . 环球网.   [2021-11-08]. （原始内容存档于2021-11-08）.

## 外部連結
- 上海申迪集团官方网站（页面存档备份，存于）